# Макаронний пиріг
Макаронний пиріг, запіканка з макаронів, макаронник — страва на основі запечених макаронних виробів.

## Приготування
Типовий склад макаронного пирога містить макарони, сир, молоко, масло, борошно, сіль, перець та різні спеції. Також іноді додатковими інгредієнтами можуть бути цибуля, часник, та багато іншого. Страва може бути як висококалорійною, якщо використовується звичайний сир, так і низькокалорійною — якщо використовується знежирений сир.
Вживати страву можна за допомогою звичайної ложки, або розрізаним на шматки руками, або за допомогою виделки та ножа.

## Історія
Страва виникла в Італії. Там вона називалася пастіцці і подавалася, як видно, вже в епоху Відродження. В Італії страва досі існує, але не належить до числа найпомітніших символів сучасної італійської кухні.
З Італії страва потрапила до Греції, найімовірніше, в часи контролю венеційців над значною частиною території цієї країни. Відтоді важливе місце в грецькій кухні зайняло пастітсіо — місцевий різновид макаронного пирога.
Однак ще більшу популярність, ніж в Греції, макаронний пиріг отримав на островах Вест-Індії, куди був завезений європейцями. На деяких з цих островів він став вважатися національною стравою.
В Україні та Росії страва відома з радянських часів (публікувалися відповідні рецепти), а можливо і раніше, але не є дуже популярною.